# Cmentarz żydowski w Lesku
Cmentarz żydowski w Lesku – kirkut położony w Lesku. Dokładna data jego powstania pozostaje nieznana, pierwsze wzmianki na jego temat pochodzą z 1611 roku, a najstarszy zachowany nagrobek z 1548 roku. Z lat 1634–1703 nie ma żadnych pochówków, co pozwala domniemywać, że kirkut nie był użytkowany. Cmentarz ma powierzchnię około 3 ha. Zachowało się na niej około 2000 nagrobków. Jest ogrodzony siatką.
Cmentarz wyróżnia się brakiem podziału na kwatery męskie i żeńskie, najstarsze zachowane macewy są pozbawione symboliki.

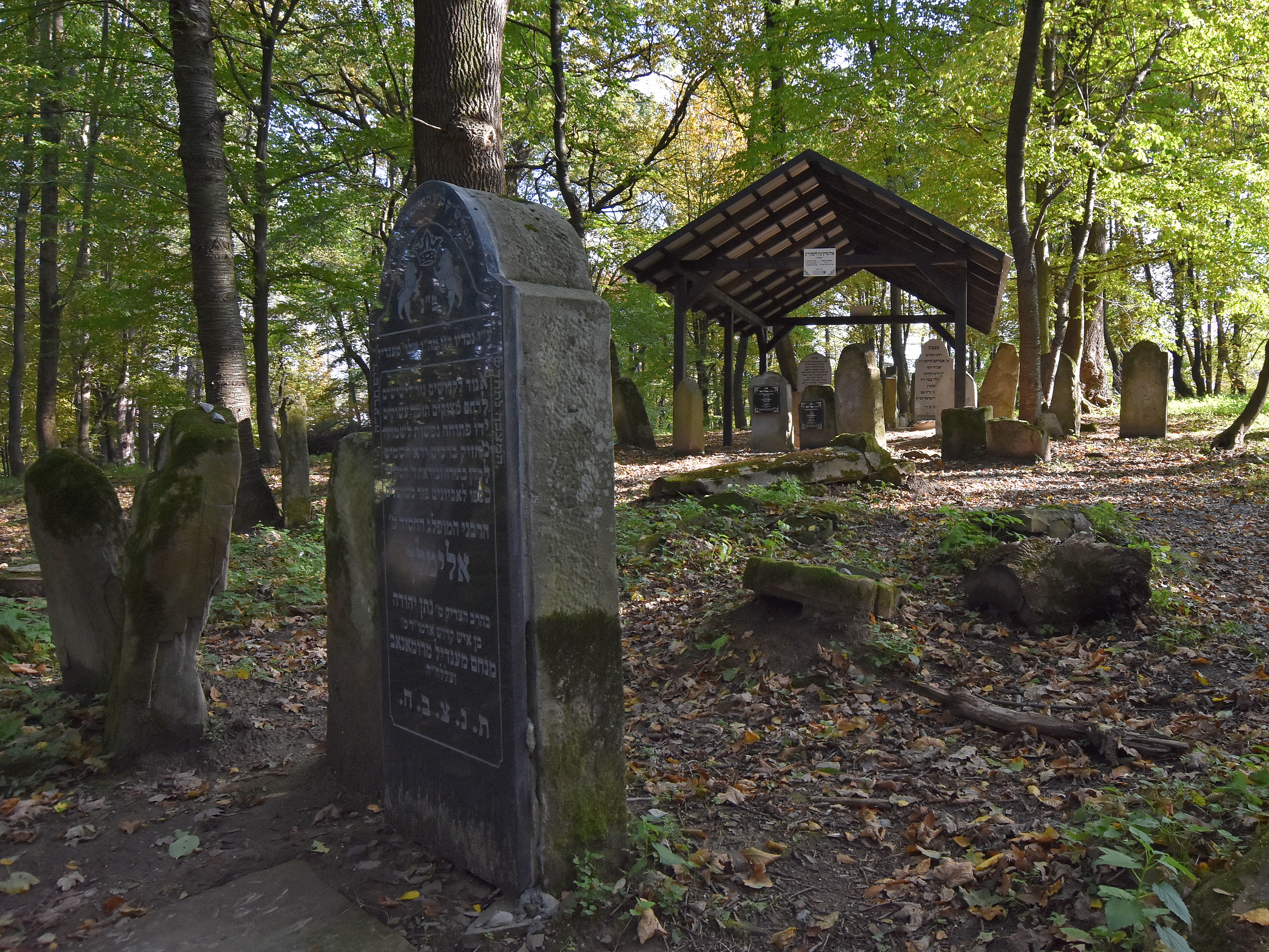
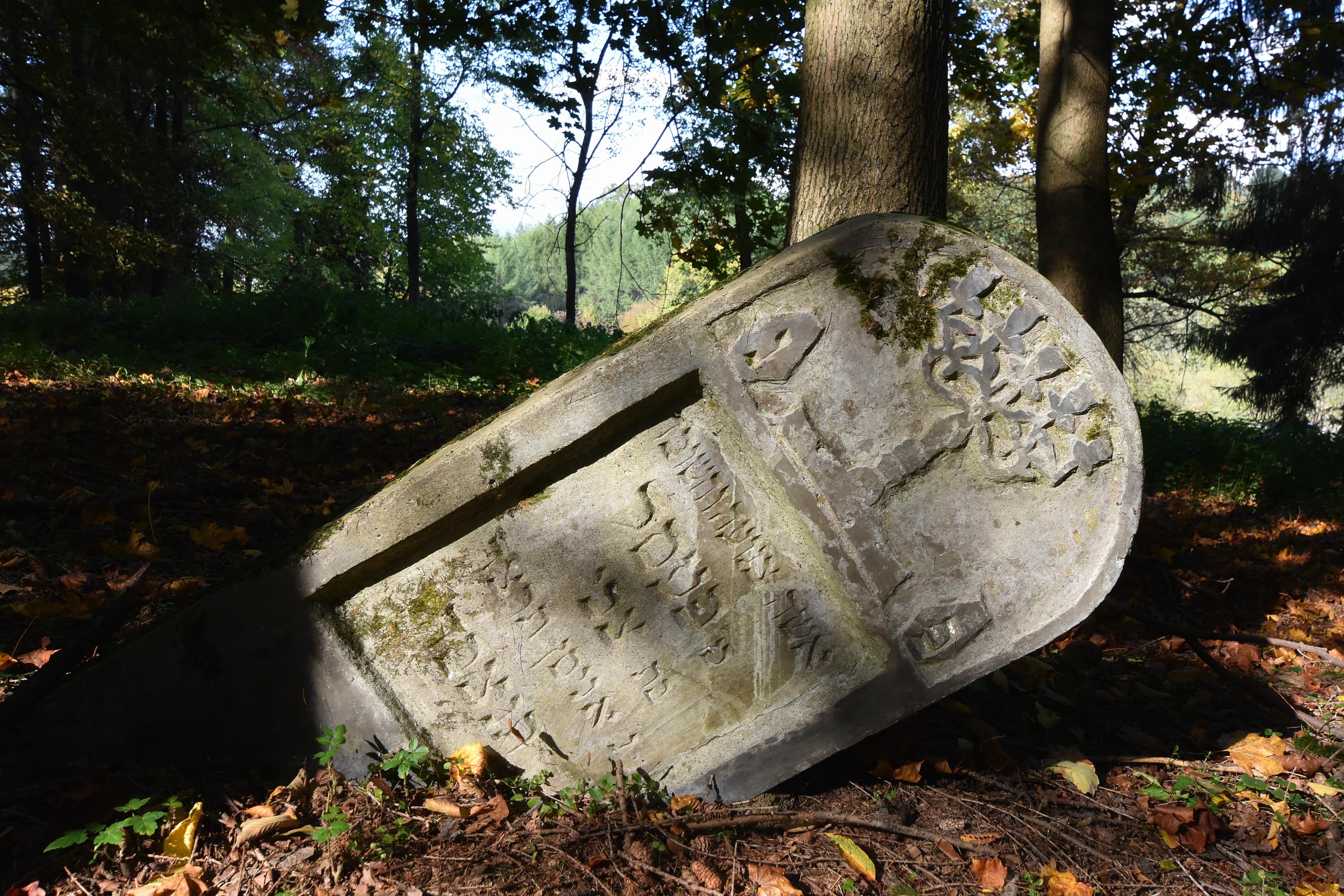
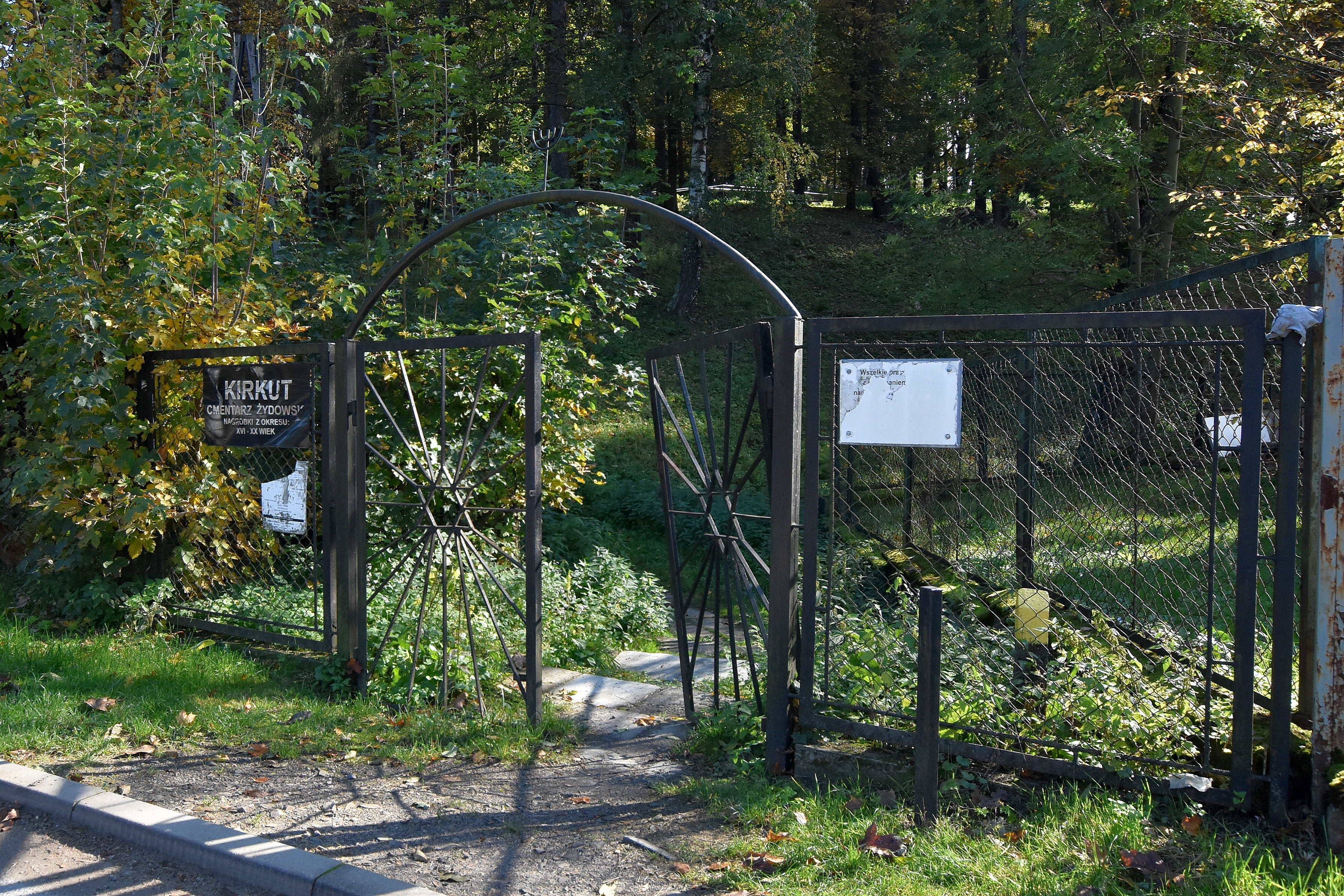